# Anaxyrus terrestris
El  sapo meridional (Anaxyrus terrestris) es un anfibio anuro de la familia Bufonidae. Anteriormente incluida en el género Bufo. Nativo del sudeste de Estados Unidos desde el este de Luisiana al sureste de Carolina del Norte. Es muy común en áreas de suelo arenoso. Su color es generalmente marrón pero puede ser rojizo, grisáceo o negro. Puede comer cualquier clase de insecto vivo que quepa en su boca. Es nocturno, emergiendo de su guarida al anochecer. Durante el día se refugia en su madriguera.

## Publicación original
- Bonnaterre, 1789 : Tableau encyclopédique et méthodique des trois règnes de la nature, Erpétologie.

## Galería

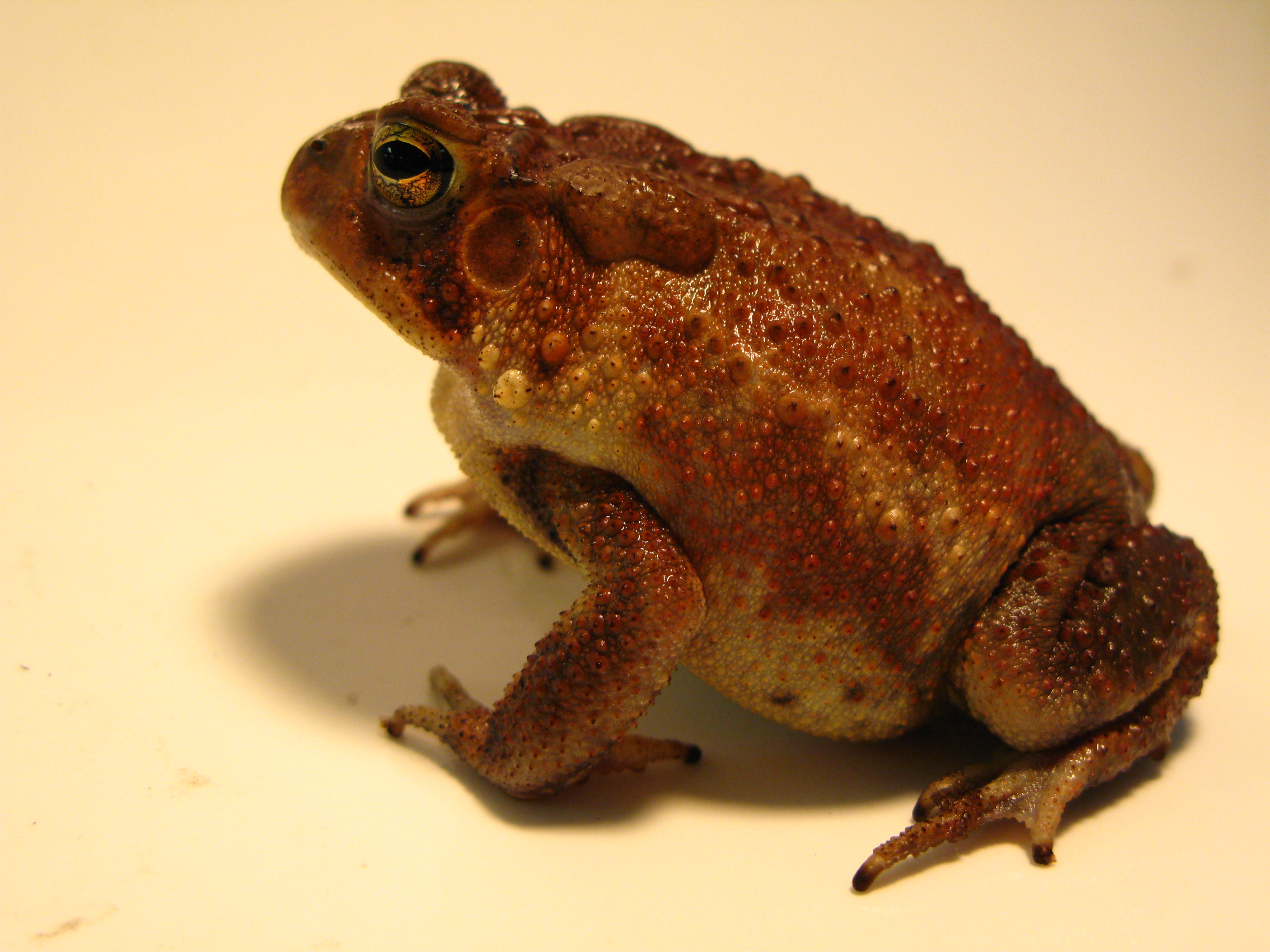
Adulto de color rojizo típico del sureste de Estados Unidos.
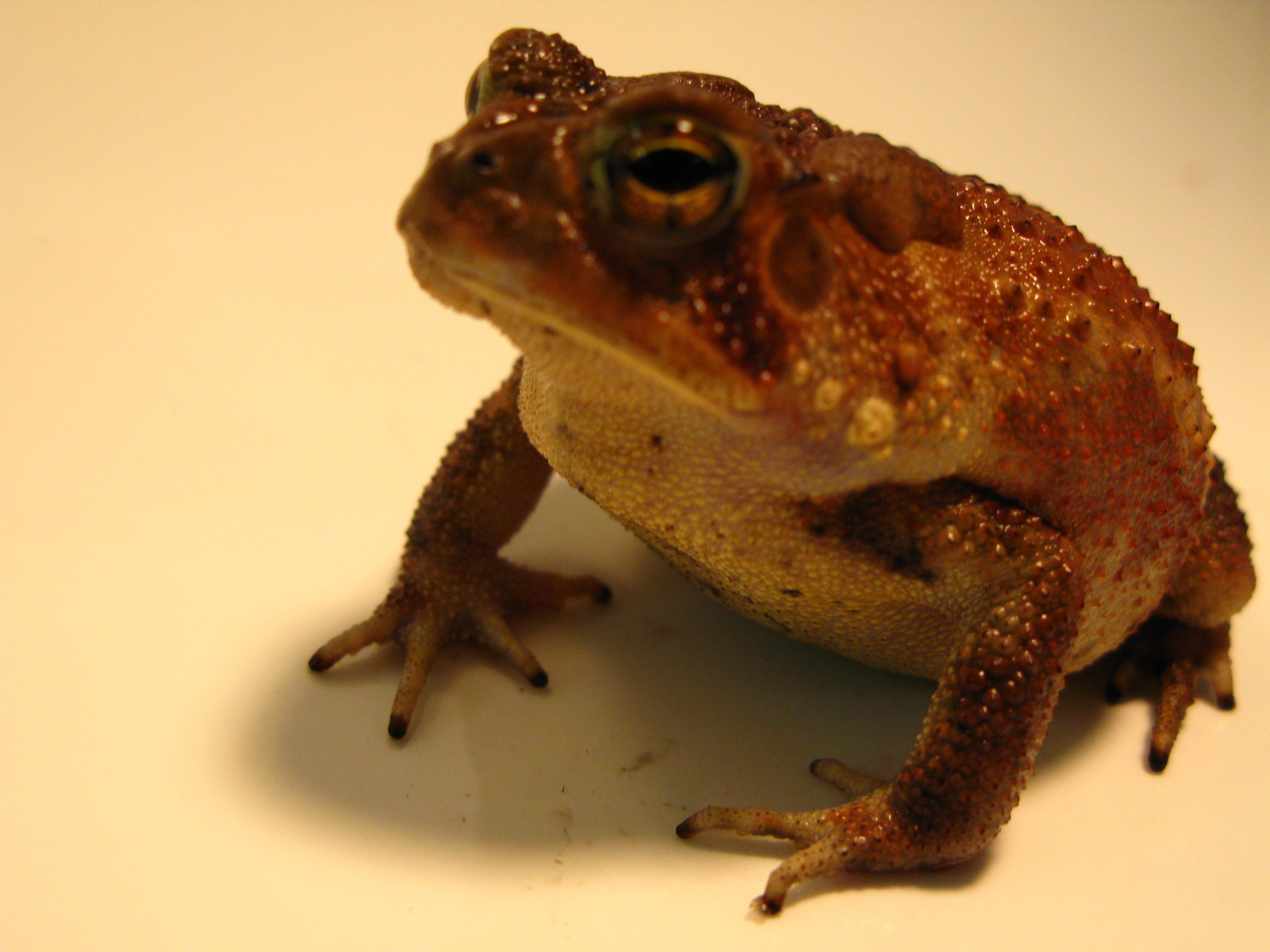
Características glándulas parotoides grandes
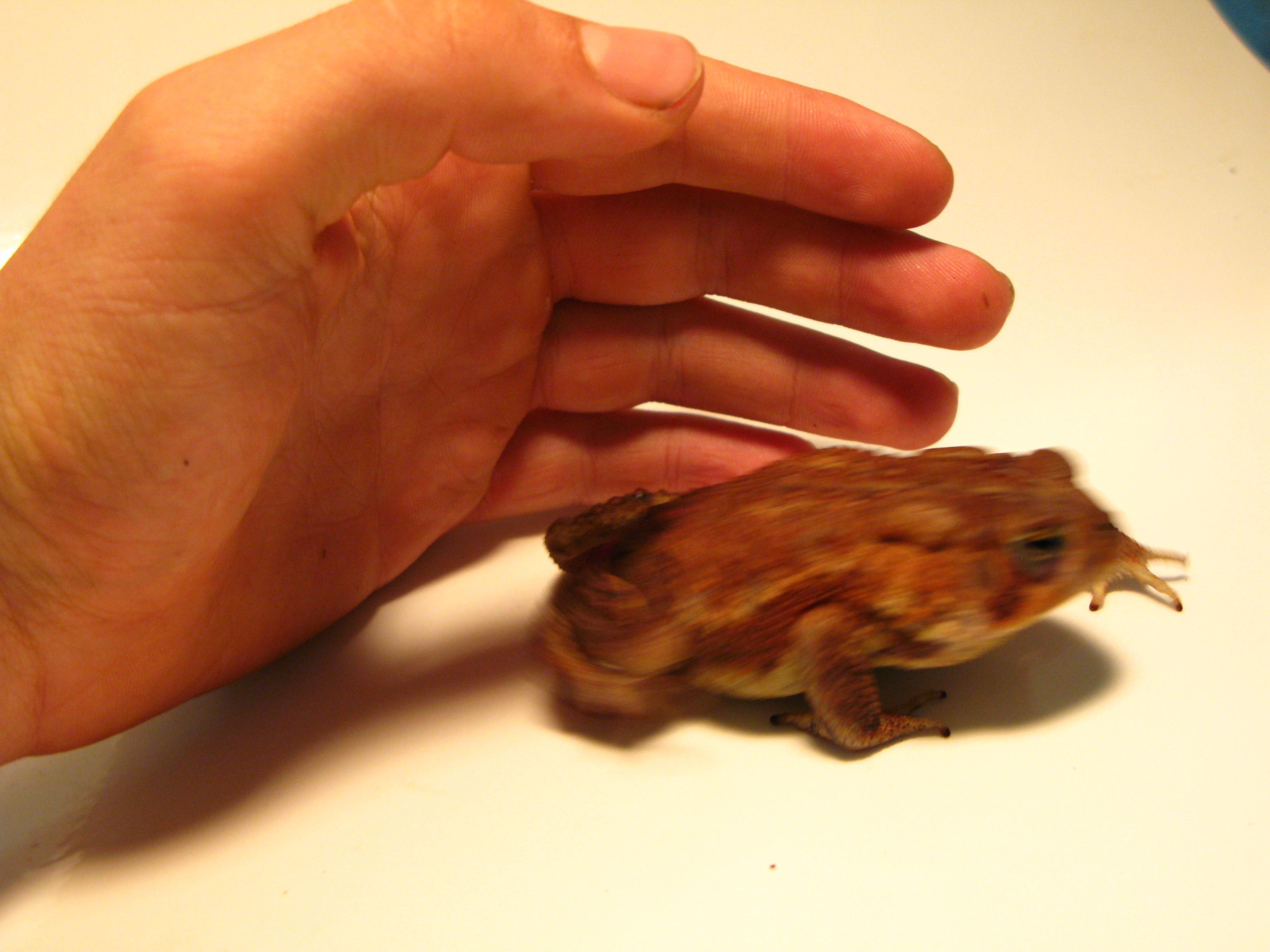
Comparación del tamaño con la mano.